# Auguste Hussenot
Jacques Auguste Marcel Hussenot (Courcelles-sur-Blaise, 5 dicembre 1799 – Metz, 9 dicembre 1885) è stato un pittore e decoratore francese. Membro del movimento artistico noto come Scuola di Metz, Hussenot fu inoltre il primo direttore del Museo de la Cour d'Or.

## Biografia
Auguste Hussenot nacque a Courcelles-sur-Blaise nel 1799 (anche se alcune fonti indicano il 1798 come anno di nascita). Quando era piccolo, la sua famiglia si trasferì a Bar-le-Duc, per poi stabilirsi nel 1810 a Metz, dove il padre prima fondò un atelier per la realizzazione di drappi militari, e poi si dedicò all'incisione su legno. A Metz, il giovane Hussenot studiò per diventare magnano, ma contemporaneamente frequentò la scuola di disegno della città. Laureatosi in disegno, Hussenot vinse una borsa di studio cittadina che gli permise di andare a studiare a Parigi all'Accademia di Belle Arti, dove fu allievo di Antoine-Jean Gros.
Tornato a Metz nel 1834, Hussenot aprì una bottega di pittura con il suo amico e compagno di studi Auguste Migette: i due erano complementari, mentre Hussenot infatti si dedicava alla ritrattistica, Migette prediligeva la paesaggistica. Insieme, i due entreranno a far parte della Scuola di Metz.
La fama di Hussenot ben presto crebbe anche al di fuori di Metz, e non solo come pittore, ma anche come decoratore: fu lui ad esempio ad eseguire le decorazioni della cappella della Chiesa Saint-André de Lille. Inoltre, dal 1840 al 1852 Hussenot espose le sue opere al Salon di Parigi, venendo premiato nel 1846.
A fianco delle attività di pittore e decoratore, Hussenot svolse anche quella di primo direttore del Museo de la Cour d'Or. Nel 1840, all'indomani della sua costituzione, Hussenot si offrì infatti di ricoprire gratuitamente l'incarico. Grazie a lui il museo ebbe modo di incrementare il suo patrimonio artistico, accogliendo varie opere d'arte, anche straniere.
Hussenot mantenne l'incarico di direttore del museo fino alla morte, avvenuta a Metz nel 1885.